# Walter Rutherford
Walter Mathers Rutherford (nacido el 5 de mayo de 1870) fue un golfista escocés que compitió en los Juegos Olímpicos de París 1900.
Nació en Newlands en las Scottish Borders. Ganó la medalla de plata en la competición masculina, con una puntuación de 168 sobre 36 hoyos.